# Attila Mizsér
Attila Mizsér (Budapest, 28 aprile 1961) è un ex pentatleta ungherese.

## Palmarès
In carriera ha conseguito i seguenti risultati:
- Giochi Olimpici:

Seul 1988: oro nel pentathlon moderno a squadre.
Barcellona 1992: argento nel pentathlon moderno individuale.
- Mondiali:

Roma 1982: argento nel pentathlon moderno a squadre.
Melbourne 1985: oro nel pentathlon moderno individuale ed argento a squadre.
Montecatini 1986: argento nel pentathlon moderno a squadre.
Moulins 1987: oro nel pentathlon moderno a squadre.
Budapest 1989: oro nel pentathlon moderno a squadre e staffetta a squadre ed argento individuale.
Lahti 1990: argento nel pentathlon moderno staffetta a squadre.
San Antonio 1991: bronzo nel pentathlon moderno a squadre.
Darmstadt 1993: oro nel pentathlon moderno staffetta a squadre.
- Europei

Sofia 1993: oro nel pentathlon moderno a squadre e staffetta a squadre.